# Serra de Vingrau
La Serra de Vingrau és una serra orientada de nord a sud que assoleix els 559 m alt, situada entre les comunes d'Òpol i Perellós i de Vingrau, a la comarca del Rosselló, a la Catalunya del Nord. La serra fa de termenal entre aquestes dues comunes. Els vessants septentrionals de la serra entren dins dels termes occitans de Tuissan i Embres e Castelmaur.
És al sector nord-est del terme comunal de Vingrau, i al nord-oest del d'Òpol i Perellós. L'extrem sud-oest de la serra arriba fins a prop, a llevant, del poble de Vingrau.
Aquest cim està inclòs al llistat dels 100 cims de la FEEC.   És una de les serres recorregudes pels itineraris excursionistes de les Corberes catalanes.